# 御用達
御用達（ごようたし）は、格式ある家や組織の利用を請け負う行為及びその業者（商人、団体）を指す語。
近代以降においては、皇室や王室等からの取引指定を受けて物品等を納めることを指し、外国王室の同種制度に対する和訳としても用いられる。「御用達」の指定を受けることは、皇室や王室が間接的に企業の信頼性や製品の品質を保証すると広く一般に受け止められるため、指定を受けた企業や製品は高いステータスを持つことになる。ただし、日本の皇室では1954年（昭和29年）に制度廃止されている。

## 日本

### 歴史

#### 江戸時代
幕府、大名、旗本、公家、寺社などに立入あるいは出入する特権的な御用商人の格式のひとつとして、この語が用いられるようになった。
江戸時代の御用達は、類似の御用聞きよりも格上であった。さまざまな御用に応じて商品などを納入するほか、御用金を調達するなど財政にも深く関わった。
江戸幕府の御用商人としては貨幣鋳造、大奥を中心とする呉服の調達、糸割符仲間など幕府への物品調達を独占的に行う特権を与えられた。呉服師の茶屋四郎次郎は呉服御用にとどまらず朱印船貿易の特許、長崎貿易の利権を付与されるに至った。御用商人は身分は町人であるが苗字、帯刀を許された。
幕府成立前の戦国時代には軍事物資の調達に加え隠密として敵陣に探りを入れたり講和の内使、人夫の徴集など各種の用向きを達した。
- 大判座、刀剣飾具
  - 後藤四郎兵衛
- 金座
  - 後藤庄三郎
- 銀座
  - 大黒常是
- 呉服所六人仲間
  - 後藤縫殿助
  - 茶屋四郎次郎
  - 亀屋源太郎
  - 三島吉之進
  - 上柳平左衛門
  - 茶屋長曾
- 糸割符
  - 長崎屋忠七
- 材木商
  - 紀伊國屋文左衛門
  - 奈良屋茂左衛門
- 薬種問屋
  - 長崎屋源右衛門
- 金銀御為替
  - 三井八郎右衛門
  - 鴻池善右衛門

各藩においても呉服屋など物品の調達、金融など藩の経済の担い手となる御用商人が存在した。
- 両替屋
  - 札差
  - 掛屋

#### 皇室の御用達制度
明治維新によって、天皇の居所も、平安京（京都）から東京へ移転した（東京奠都）。「禁裏御用」であった業者は必ずしも東京へ移転していない。例えば、虎屋のように明治天皇と共に東京に移転した業者もあれば、川端道喜のように京都に残留した業者もあった。
明治10年代までは、商工業の奨励という主旨から、優秀な商工業者の宮中への出入りは、特に許可もなく認められていた。
しかし、業者が宣伝文句として「御用達」を濫用するようになったため、例えば1890年（明治23年）には警視庁が個別に「宮内省用達称号掲出許可」を各警察署長に宛てて通牒していた。
そして1891年（明治24年）に宮内省の内規として「宮内省用達称標出願人取扱順序」が定められた。この内規に基づき、宮内省の官房総務課が事業者を選定・審査し、皇室への納入を許可することとなった。こうして「宮内省御用達」制度が誕生した。
出願資格は厳しいもので、品質は言うまでもなく、宮内省への1年以上の納入実績に加え、勤勉実直であることや、相応の資本力が求められた。また、納期の遅延や、不良品の納入があった場合は、資格が取り消された。
制度化されてもなお濫用は止まず、1899年（明治32年）には警視総監から「御用」濫用を戒める論告が、新聞紙上にも掲載された。1930年（昭和10年）に宮内省は大幅な制度改革を行い「宮内省御用達称標許可内規」となった。納入実績は5年以上が必要となった他、業者の詳細な報告書が求められた。最大の変更点は、称票の使用期限（5年）が設けられたことであった。許可の際には「宮内省御用達」を広告に濫用しないよう厳重に指導された。
なお、外国企業が宮内省に製品を収める場合は外務省を通した申請を行った上、「帝室御用」と呼称された。また、「宮内省御用達」業者には期限5年の通行証が与えられたのに対し、その指定を受けていない業者は期限1年の通行証であり、後者の業者は単に「御用」と呼ばれた。
第二次世界大戦による敗戦を経て、宮内省が宮内庁となって以降も制度は存続した。しかし、民主化に伴う機会均等の背景もあって、1949年（昭和24年）に宮内省は新規の許可を与えないようになると、その5年後となる1954年（昭和29年）をもって制度廃止された。その後は「よい品物であれば随時必要に応じて購入する」とされている。一般競争入札となる物品もあるが、御料車のように条件が厳しいため随意契約となる例もある。

### 現在の「宮内庁御用達」

#### 現況
制度廃止以降、歴史的事実として「宮内省（庁）御用達」であったことを記載する以外に、納入業者や飲食店等が「御用達」を宣伝文句として使用することは宮内庁から「黙認」されている状態である。
過去の制度を模倣して「宮内庁御用達」「皇室御用達」等と記載する行為は、「宮内庁」という官公庁の名称が含まれているため（現実に宮内庁へ物品献上・納入等をしている場合であっても）営利活動等に利用することについて問題性を指摘する意見もあり、国会でも度々取り上げられている。1975年（昭和50年）5月29日には参議院内閣委員会で、宇佐美毅宮内庁長官（当時）は、「いろいろなものについて宮内庁に納めるという意味で使っているものはございます」と認識している上で、不当な利用でなければ「いまのところ黙認のような形」と答弁している。
宮内庁側が調達に関し「宮内庁御用達に相当する業者等のリスト」を公表しないこともあって、報道や自称が先行する結果となっている。行幸啓の際に天皇や皇族が利用または献上しただけでも、宮内庁御用達と自称または報じる例も少なくない。なお、誤解を与えるような誇大な表現を用いることは、1962年以降は景品表示法で禁じられている。
一方で、宮内庁御用達としての取材を拒否、または、御用達であること自体を非公表にしている業者も少なくなく、特に食品関係に多い。
宇佐美長官は前述の答弁の際、宮内庁に納める食品に使う紅を化粧品に転用した業者を厳重指導したトラブルが生起していたことを明らかにしている。
宮内庁御用達であるとされる品々は、「こだわり」「伝統」「厳選」等のイメージから一流品であると受け止められている。参議院議員であった森下昭司（日本社会党）は、1975年（昭和50年）の参議院物価等対策特別委員会で、皇室に納められている製品が一般と変わらなかったとしても「一般の庶民の側から見ますと、宮内庁御用達は天皇家にもお出入りを許されているという理解」であると指摘した。

#### 納入と献上
宮内庁を通じて製品を納める行為には「御用達」と「献上」が存在する。御用達すなわち納入は官公需として宮内庁の契約担当官や支出負担行為担当官などの会計官吏を窓口として調達する物品である。したがって手続き的には他の官庁への納品と何ら変わらず、随意契約、指名競争入札も制限され一般競争入札が基本となる。
一方の献上は皇室に宛てて、対価を求めず無償で納められる物である。誰でも献上できるわけではなく、製品を納めるためには、天皇の侍従長等側近による厳正な審査を通過する必要がある（厳密には皇室への献上は日本国憲法第8条及び皇室経済法により国会の承認を必要とする）。そのため、宮内庁から直接物品などを献上するように求めることはなく、実際に東北地方などで詐取事件も発生していることから同庁は注意を呼び掛けている。
皇室初の自動車である皇太子献納車はサンフランシスコの在米日本人会から献上されたものである。

### 「宮内省（庁）御用達」「御用」であった業者
| 業態   | 業者名                 | 本店等所在地       | 指定               | 創業                   | 廃業 | 出典          |
| ------ | ---------------------- | ------------------ | ------------------ | ---------------------- | ---- | ------------- |
| 菓子   | 塩瀬総本家             | 東京都中央区       | 明治年間           | 1349年（貞和5年）      |      | [ 18 ]        |
| 菓子   | 文明堂                 | 長崎県長崎市       | 1925年（大正14年） | 1922年（大正11年）     |      | [ 19 ]        |
| 菓子   | たぬき煎餅             | 東京都中央区       | 1935年（昭和10年） | 1928年（昭和3年）      |      | [ 20 ]        |
| 菓子   | 清月堂本店             | 東京都中央区       | 1934年（昭和9年）  | 1907年（明治40年）     |      | [ 21 ]        |
| 菓子   | コロンバン             | 東京都渋谷区       | 1924年（大正13年） | 1924年（大正13年）     |      | [ 22 ]        |
| 菓子   | 虎屋                   | 東京都港区         | 不明               | 16世紀（室町時代）     |      | [ 23 ]        |
| 食材   | 万惚                   | 東京都千代田区     | 1910年（明治43年） | 1846年（弘化3年）      |      | [ 24 ]        |
| 食材   | 松喜屋                 | [ 注釈 4 ]         | 明治年間           | 1880年（明治13年）     | 不明 | [ 25 ]        |
| 食品   | 仙臺味噌醸造所         | 東京都品川区       | 明治年間           | 1625年（寛永2年）      |      | [ 26 ]        |
| 食品   | 山本海苔店             | 東京都中央区       | 明治年間           | 1849年（嘉永2年）      |      | [ 27 ]        |
| 食品   | 愛国製茶               | 東京都新宿区       | 1933年（昭和8年）  | 1933年（昭和8年）      |      | [ 28 ]        |
| 食品   | 濱長本店               | 京都府京都市上京区 | 明治年間           | 1830年代頃（天保年間） |      | [ 29 ]        |
| 食品   | マルカン酢             | 兵庫県神戸市東灘区 | 1908年（明治41年） | 1649年（慶安2年）      |      | [ 30 ] [ 31 ] |
| 食品   | 松前屋                 | 京都府京都市中京区 | 不明               | 1392年頃（明徳年間）   |      | [ 32 ]        |
| 食品   | キッコーマン           | 千葉県野田市       | 不明               | 1917年（大正6年）      |      | [ 33 ]        |
| 食品   | カクキュー             | 愛知県岡崎市       | 1901年（明治34年） | 1645年（正保2年）      |      | [ 34 ]        |
| 食品   | 三輪山本               | 奈良県桜井市       | 1928年（昭和3）    | 1717年（享保2年）      |      | [ 35 ] [ 36 ] |
| 食品   | 黒川本家               | 奈良県宇陀市       | 明治年間           | 1615年（元和元年）     |      | [ 37 ] [ 36 ] |
| 酒     | 日本盛                 | 兵庫県西宮市       | 1913年（大正2年）  | 1898年（明治22年）     |      | [ 38 ]        |
| 酒     | 月桂冠                 | 京都府京都市伏見区 | 1907年（明治40年） | 1898年（明治22年）     |      | [ 39 ]        |
| 酒     | 菊正宗                 | 兵庫県神戸市東灘区 | 不明               | 1659年（万治2年）      |      | [ 40 ]        |
| 酒     | 櫻正宗                 | 兵庫県神戸市東灘区 | 不明               | 1717年（享保2年）      |      | [ 41 ]        |
| 飲料水 | 富士ミネラルウォーター | 山梨県富士吉田市   | 昭和初期           | 1929年（昭和4年）      |      | [ 42 ] [ 43 ] |
| 磁器   | 深川製磁               | 佐賀県有田町       | 1910年（明治43年） | 1894年（明治27年）     |      | [ 44 ]        |
| 磁器   | 香蘭社                 | 佐賀県有田町       | 明治年間           | 1879年（明治12年）     |      | [ 44 ]        |
| 銀器   | 宮本商行               | 東京都中央区       | 明治末期           | 1880年（明治13年）     |      | [ 44 ]        |
| 美術   | 安藤七宝店             | 東京都中央区       | 明治30年代         | 1880年（明治13年）     |      | [ 45 ]        |
| 日用品 | 朝倉メガネ             | 東京都新宿区       | 明治年間           | 1873年（明治6年）      |      | [ 46 ]        |
| 百貨店 | 髙島屋                 | 大阪府大阪市       | 1897年（明治30年） | 1831年（天保2年）      |      | [ 47 ]        |

## イギリス王室
イギリス王室御用達であるロイヤル・ワラント（Royal Warrant）は、現在も許可制である。
王族個々人がそれぞれ気に入った製品の生産者に対して、王室から御用達リストに加える申し出が出される。これに応じた生産者は王室御用達を示す紋章をつける権利を得る。現在およそ800の企業と個人がイギリス王室御用達の栄誉を得ている。洋食器のウェッジウッド、紅茶のトワイニング、アパレルのバーバリーなどが有名である一方で、庶民的な菓子、日用雑貨など地味な製品も数多く含まれている。
1840年設立のロイヤル・ワラント・ホルダーズ協会所属の企業と個人は、品質・サービス・適正価格、近年では有機農業等の環境問題解決で、5年ごとに審査を受ける（審査不適格なら取り消し）。2020年代初め時点で認定ができたのは、エリザベス2世女王（2022年崩御）、夫君エディンバラ公フィリップ王配（2021年薨去）、そしてチャールズ3世国王の3名であった。認定を受けた業者だけが紋章を掲げることができ、特に前述の3名全員の紋章を掲げられるのは最上の名誉である。
2022年9月にエリザベス2世が崩御したことに伴い、ハインツやウェイトローズなど、875以上のブランドに認められていたイギリス王室の紋章が無効になったことが同月報じられた。紋章を今後も使用するには新国王となったチャールズの元で御用達リストに加えられていることを再度ロイヤルワラントホルダー協会に申請することになる。
- グレート・ブリテンおよび北部アイルランド連合王国女王・エリザベス2世の紋章
- エディンバラ公の紋章
- プリンス・オブ・ウェールズの紋章

### おもな王室御用達リスト
- Aboyne & Ballater - 花
- Alden & Blackwell - 本
- Anderson & Shepard - 仕立て屋
- A & F Pears LTD - 透明石鹸
- A Nash - 箒
- Angostura Limited - 苦味酒
- Akzo Nobel - 塗装屋
- アストンマーティン - 車
- ローバー - 車
- ランドローバー - 車
- Auto Glym - 車手入れ商品
- バブアー - 野外防水衣料品
- ベンソン&ヘッジス - タバコ（1999年取り消し）
- Bronnley - トイレタリー
- バーバリー - 衣料品
- British Gas Services - ガス灯点火とメンテナンス
- Britvic Soft Drinks - フルーツジュース
- Carr - クラッカー
- キャドバリー・シュウェップス - チョコレート菓子
- カストロール - エンジンオイル
- Charbonnel et Walker - チョコレート
- Charles Frodsham and Co - 時計、腕時計
- Cobb of Knightsbridge - 肉
- Colmans of Norwich - マスタード（辛子）
- Cope & Timmins - 真鍮
- Corney & Barrow - ワイン
- D R Harris - 薬局
- Dacrylate Paints Limited - ペイント、アクリル装飾
- ETTINGER - 皮革小物
- Fairfax Meadow Farm - ソーセージ
- Farina gegenüber - オーデコロン
- フォード - 車
- フォートナム・アンド・メイソン - 食料、雑貨
- スマイソン - 文房具
- Gallyon & Sons - 銃
- Gieves & Hawkes - 仕立て屋
- Hatchards - 本
- ハロッズ - デパート（取り消されたり返上したりしている）
- Harvey Nichols - 呉服屋
- Hayter - 芝刈り機
- Heritage(ヘリテージ）- ドッグフード
- Hazlitt Gooden & Fox - 芸術とクラフト
- ヘンリー・プール - 仕立て屋
- Holland & Holland - 競技用銃
- Howgate Dairy Foods - チーズ
- ジャガー - ジャガーとダイムラー（車）
- James Baxter & Son - えび
- James Cocker & Sons - バラ
- Jenners - 室内装飾品
- John Broadwood and Sons - ピアノ
- John Lobb - 靴メーカー
- Johnson Brothers - カジュアル食器類
- Judge's Choice（ジャッジズチョイス）- ペットフード
- ラフロイグ - シングルモルトスコッチ・ウイスキー
- リン - エンターテイメイントHiFiシステム
- Lock & Co. - 帽子屋
- Mansour - アンティークカーペット
- マッグズ・ブラザーズ - 古書
- Penhaligon's - 化粧用品
- Petersfield Book Shop - 額縁
- Plowden & Smith - 修復点検
- Price's Patent Candles Ltd - キャンドル
- R E Tricker - 靴
- R G Hardie & Company - バグパイプ
- リッツ・ロンドン - ホテル・宴会
- サムスン電子 - 音響機器・映像機器
- Spink - オークション
- スポード - 陶磁器
- Stanley Gibbons - スタンプ
- Suttons Seeds - 球根と種
- Tom Smith Group - クリスマスクラッカー
- Truefitt & Hill - 理容店
- トワイニング - 茶とコーヒー
- Waitrose - 食料品雑貨
- ウェッジウッド - 陶磁器
- William Crawford & Sons - ビスケット
- William Sanderson & Son - スコッチ・ウイスキー
- Wolsey - 手製衣料品
- Yardley - トイレタリーと個人生産
- ロイヤルウースター - 陶磁器

## ベルギー王室
ベルギー王室御用達も、イギリス同様許可制となっている。日本では、ベルギー王室御用達と称された洋菓子（特にチョコレート）をよく見かけることができる。この分野の主要な企業としてゴディバ、ヴィタメール、ガレー、ノイハウス、メリーが存在する。
認定を受けた企業のリストは、英国同様、ロイヤル・ワラント・ホルダーズ協会により公開されており、ニコンやソニー等、複数の日本企業のベルギー法人が御用達として認可されている（白ロイヤル・ワラント・ホルダーズ協会公式ＨＰ、検索ページ）。

## デンマーク王室
- カールスバーグ - デンマークのビールブランド。ラベルに御用達を示す王冠のマークが記されている[50]。

## その他の国の御用達
- オーストリア＝ハンガリー帝国帝室・王室御用達
- de:Liste sächsischer Hoflieferanten - ザクセン王国御用達リスト
- de:Liste preußischer Hoflieferanten - プロイセン王国御用達リスト
- de:Liste bayerischer Hoflieferanten - バイエルン王国御用達リスト
- en:List of Royal Warrant Holders of the Swedish court - スウェーデン王室御用達リスト
- en:Royal Warrant of Appointment (Spain) ‐ スペイン
- en:Royal Warrant of Appointment (Thailand) ‐ タイ王国